# 불곡초등학교
불곡초등학교는 대한민국 경기도 성남시 분당구 구미동에 있는 공립 초등학교이다.

## 학교 연혁
- 1994년 4월 8일 불곡초등학교 설립계획 수립 인가
- 1996년 3월 1일 초대 추종삼 교장 취임
- 1996년 3월 2일 개교 20학급 편성
- 2006년 12월 18일 영재교육평가 우수교 교육감 표창
- 2007년  3월  1일 제5대 노안숙교장 취임
- 2009년 12월 30일 2009학년도 영재교육기관평가 결과 우수기관 교육감 표창
- 2009년 12월 31일 2009년 학부모학교참여 활성화우수학교 교육과학기술부장관 표창
- 2010년 9월 29일 제3회 성남시 소년체육대회 새천년건강체조 초등부 단체1위
- 2010년 10월 18일 진로교육경영 우수교 경기도교육감 표창
- 2010년 11월 30일 2010년 학부모학교참여 우수 학부모회 교육과학기술부장관 표창
- 2011년 1월 31일 2010 대한민국 좋은 학교 박람회 교육과학기술부장관 표창
- 2011년 4월 1일 2011 학교교육과정편성 운영 우수교 교육장 표창
- 2011년 6월 8일 2011 성남학생예능발표회 현합주부문 최우수상
- 2011년 9월 20일 영어체험교실(Dream Land) 준공
- 2011년 12월 5일 학부모 학교교육참여 우수 학부모회 교육과학기술부장관 표창
- 2011년 12월 7일 2011 학부모교육 활성화 우수교 경기도교육감 표창
- 2012년 1월 3일 국가수준학업 성취도 평가 우수교 성남교육지원청교육장 표창
- 2013년 3월 1일 제6대 심양섭 교장 부임
- 2013년 5월 20일 성남 특수학급 교육과정 편성운영 우수교
- 2013년 6월 20일 성남학생예능발표회 현악합주부문 최우수상
- 2013년 9월 5일 제6회 성남시 소년체육대회 탁구단체 여초부 1위, 남초부 2위
- 2013년 11월 22일 교육과정 우수교 교육장상
- 2013년 12월 5일 체력증진 우수교 교육감상
- 2014년 1월 20일 학부모 학교참여 우수 학부모회 교육감상
- 2014년 8월 22일 운동장 놀이시설 개선 사업
- 2014년 9월 4일 2014 성남학생예능발표회 음악(현악합주)부문 최우수상
- 2014년 9월 14일 제8회 교육감상 학교스포츠클럽대회 우수 탁구 3위
- 2014년 12월 16일 영어 독서교육 우수 운영 으뜸학교 경기도교육감 표창
- 2015년 3월 1일 27학급(특수학급 1학급포함)
- 2015년 8월 29일 성남학생 예능발표 음악부문 우수교 교육장 표창
- 2015년 12월 22일 창의적인 교육과정 운영 우수교 교육장 표창
- 2015년 12월 22일 학교독서교육대상 우수교 교육감 표창
- 2016년 12월 15일 학교급식 우수교 교육감 표창
- 2016년 12월 28일 학교안전 실천 및 안전교육 우수교 교육감 표창
- 2016년 12월 31일 창의적 체험활동우수프로그램운영교 교육감 표창